# Mannakabóca
A mannakabóca (Cicada orni) a rovarok (Insecta) osztályának félfedelesszárnyúak (Hemiptera) rendjébe, ezen belül a kabócák (Auchenorrhyncha) alrendjébe és az énekeskabóca-félék (Cicadidae) családjába tartozó faj.

## Előfordulása
A mannakabóca széles körben elterjedt Dél- és Közép-Európában, valamint a Közel-Keleten és Észak-Afrikában.

## Megjelenése

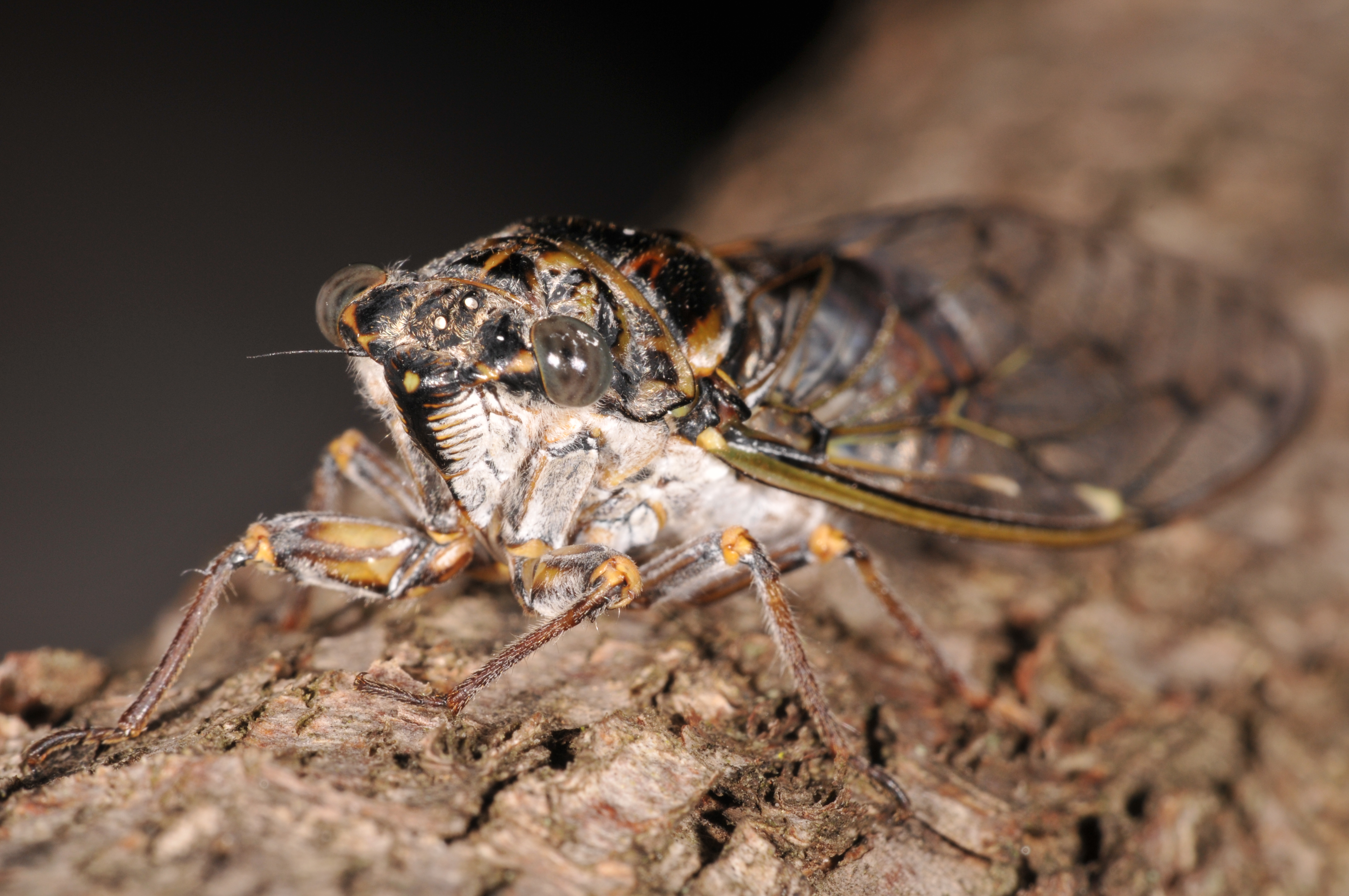
A szemei

E félfedelesszárnyú testének a hossza körülbelül 25 milliméter, szárnyfesztávolsága 70 milliméter. Testszíne a barnától a szürkéig változik, mindig az élőhelyének megfelelően, mivel e rovarfaj legfőbb védekező módja az álcázás, rejtőzködés. Potrohán vöröses szelvénynek vannak. Fején két nagy összetett szem és három kis pontszem (ocelli) látható. A csápjai rövidek, a szívó-szájszerve azonban hosszú; ezzel szívja ki a növények nedveit. A szárnyai átlátszóak, de erek és fekete foltok is találhatóak rajtuk.

## Életmódja
A felnőtt mannakabócát főleg nyáron lehet látni, miközben szúró-szívó szájszervének segítségével a fák és bokrok nedveit szívja.

## Szaporodása
Csak a hímek adják ki e fajra jellemző hangokat. A hangot a potrohukon levő hártyák rezegtetésével okozzák. A hang a nőstényeket hivatott odacsalogatni. Az „éneklés” csoportban, a napsütötte ágakon történik. Amikor a nőstény egy hímhez közeledik, az utóbbi udvarolni kezd neki. Az udvarlás a lábak érintésével és a rovarok ölelkezéséből áll. Ha az udvarlás megfelelt a nősténynek, akkor a kabócák párosodnak.
A mannakabóca nyáron az úgynevezett mannakőris (Fraxinus ornus) ágaira rakja le petéit. A lárvák késő nyáron vagy ősszel kelnek ki. Ezután a lárvák bebújnak a talajba és a fa gyökeréből szívják a nedveket. Lárvaállapotuk több évig is tarthat, azonban felnőttként csak másfél hónapig élnek.

## Képek

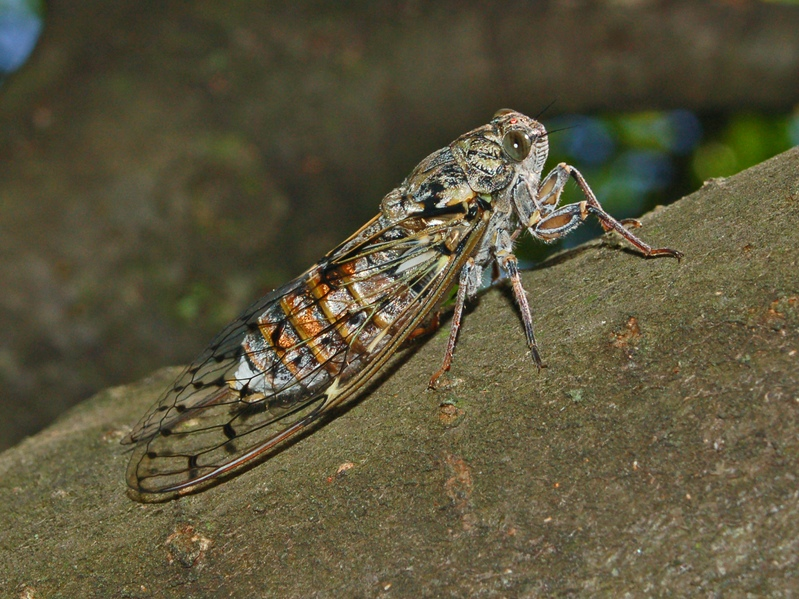
A felnőtt mannakabóca
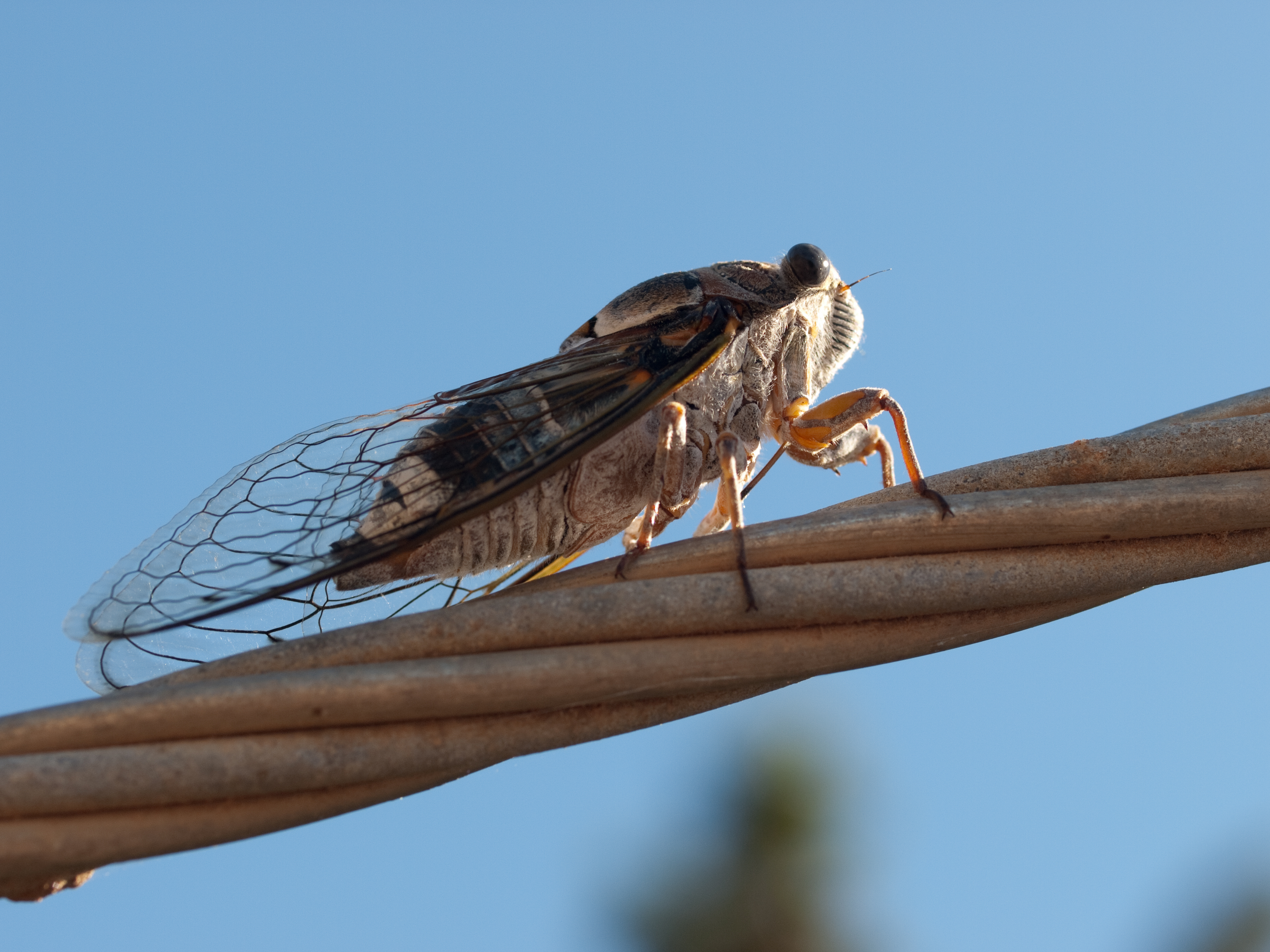
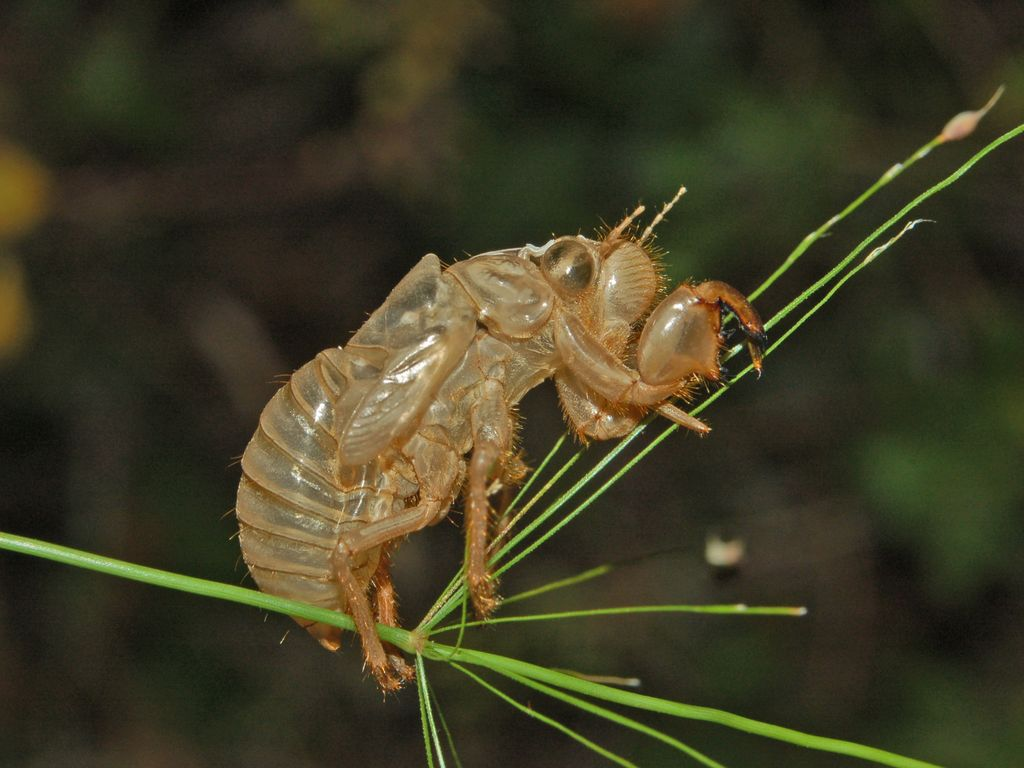
Az utolsó vedlés utáni héj/külső váz
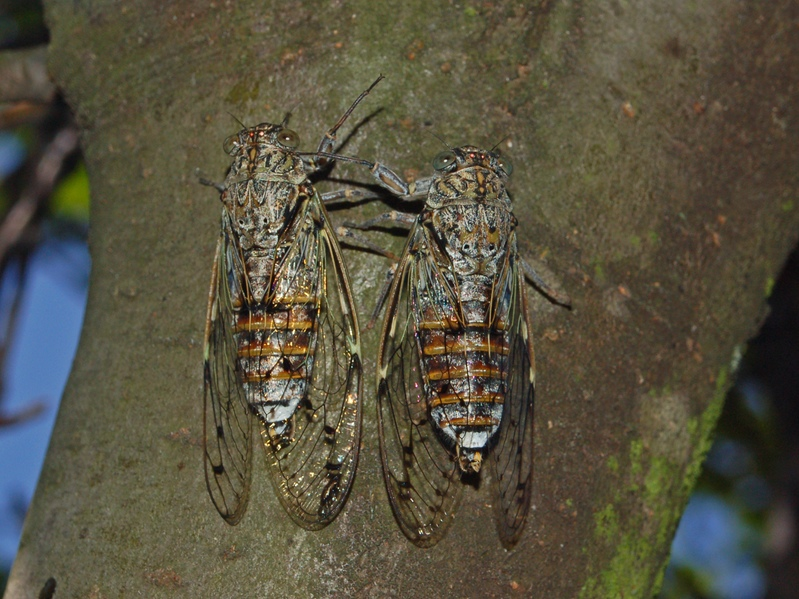
Az udvarlás
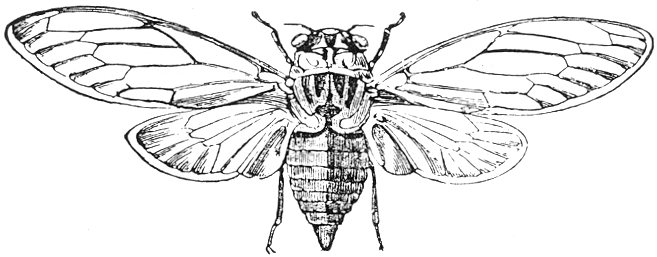
Rajz a rovarról
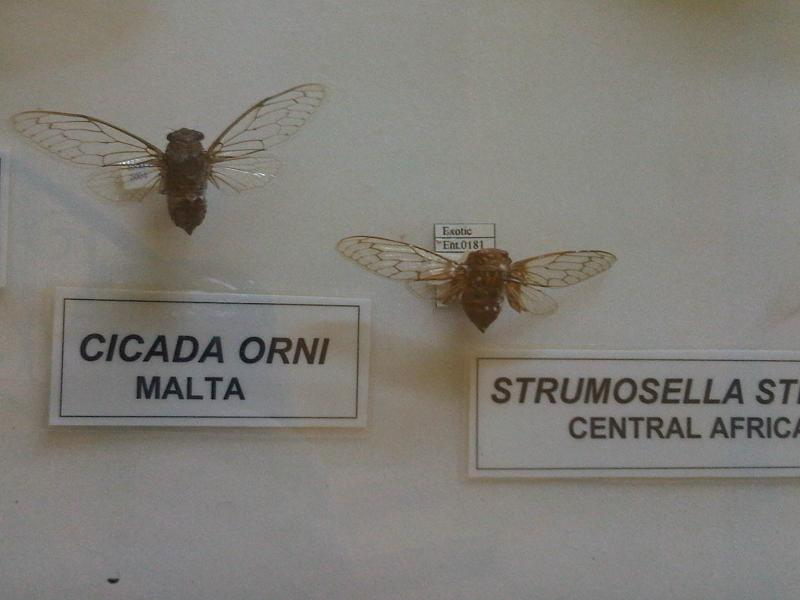
A bal oldali egy mannakabóca

## Fordítás
- Ez a szócikk részben vagy egészben  a   Cicada orni című angol Wikipédia-szócikk ezen változatának fordításán alapul.  Az eredeti cikk szerkesztőit annak laptörténete sorolja fel. Ez a jelzés csupán a megfogalmazás eredetét és a szerzői jogokat jelzi, nem szolgál a cikkben szereplő információk forrásmegjelöléseként.